# La Capelle-et-Masmolène
La Capelle-et-Masmolène este o comună în departamentul Gard din sudul Franței. În 2009 avea o populație de 396 de locuitori.

## Evoluția populației
| An        | 1975 | 1982 | 1990 | 1999 | 2006 | 2009 |
| --------- | ---- | ---- | ---- | ---- | ---- | ---- |
| Populație | 233  | 298  | 323  | 373  | 376  | 396  |